# Tylos wegeneri
Tylos wegeneri is een pissebeddensoort uit de familie van de Tylidae. De wetenschappelijke naam van de soort is voor het eerst geldig gepubliceerd in 1952 door Vandel.